# 영원한 남편
《영원한 남편》(러시아어: Вечный муж)은 표도르 도스토옙스키의 후기 중편소설으로 1870년 잡지 《서광》의 1,2월 호에 연재 발표되었고, 1871년 단행본으로 출간되었다. <짧은 이야기>라는 부제를 단 이 작품은 도스토옙스키가 1867년 4월부터 1871년 7월까지 약 4년 간의 외국 생활을 하는 동안에 창작된 것으로, 같은 시기에 쓰여진 《백치》, 《악령》의 중간에 발표된 것이다.

## 등장 인물
까쩨리나 페도세예브나 자흘레비니나(까쨔) : 자흘레비닌의 큰딸.
꼬흐 : 나딸리야를 치료했던 의사. 그러나 후에 폐렴에 걸려 나딸리야가 죽어가게 되자 꼬흐는 그녀를 치료하러 오지 못한다.
끌라브지야 뻬뜨로브나 뽀고렐리세바 : 뽀고렐리세프의 아내. 몇 년 전 그녀는 벨차니노프와 거의 결혼할 뻔했으나, 그의 절친한 친구이자 조언자로 남았다. 벨파니노프는 그녀에게 잠시동안 리자를 돌보도록 부탁한다.
나딸리야 바실리예브나 뜨루소스까야 : 뜨루소스끼의 첫 번째 아내. 의지가 강하고 지적이며, 자신의 완전한 지배하에 있는 뜨루소스끼를 옹호하는 데 주저함이 없었다. 그녀는 또한 연속적으로 벨차니노프와 바가우또프를 정부로 두는 데에도 주저함이 없었다. 그녀는 연인들에게 완전히 충실했고, 그들에게 상과 벌을 내렸으며, 뜨루소스끼에게 그러하듯이 그들을 완전히 지배했다. 임신한 것을 눈치첸 나딸리야는 벨차니노프를 떠나고, 그에게 다시 돌아오지 말도록 명령하였다. 그녀의 딸, 리자는 그 관계에서 태어난 아이로 폐병으로 돌연히 죽게 된다.
나제쥐다 페도세예브나 자흘레비니나(나쟈, 나젠까) : 뜨루소스끼가 청혼한, 자흘레비닌의 15세 된 딸. 그녀는 뜨루소스끼에게 그가 선물한 팔찌를 돌려주고, 결코 그와 결혼하지 않을 것이므로 돌아오지 말라고 전하도록 벨차니노프에게 부탁한다.
마리야 니끼찌쉬나 : 나쟈의 친구이자 말동무인 23세의 처녀.
마리야 시소예브나 : 뜨루소스끼에게 방을 빌려주고, 벨차니노프에게 뜨루소스끼와 리자에 대한 이야기를 들려준 선량한 여인.
마쩨니까 골루브치꼬프(미젠까) : 뜨루소스끼의 먼 친척으로, 뜨루소스끼와 그의 새 아내 올림삐아다 세묘노브나와 함께 여행중이다. 그의 존재는 뜨루소스끼가 영원한 남편으로 남아 있음을 증명하게 된다.
빠벨 빠블로비치 뜨루소스끼 (빨 빨리치, 바실리 빼뜨로비치) : 나딸리야와 같은 여자와 결혼하기 위해 존재하는 듯한 타입인, 영원한 남편. 그는 아내에게 지배 당하고, 지속적으로 기만 당한다.
뾰뜨르 까를로비치 : 벨차니노프의 변호사.
스쩨빤 미하일로비치 바가우또프 : 뜨루소스끼의 친구로, 나딸리야가 벨차니노프와의 관계를 끝낸 직후 그녀의 정부가 되었다. 그는 그녀에게 완전히 사로잡혀 그녀 곁에 5년 간이나 머물렀으며, 빼쩨르부르그에서 요절하였다.
알렉산드르 로보프(사셴까) : 열아홉 살가량 된, 신세대의 대표자. 그는 뜨루소스끼에게 그와 나쟈가 연인 관계임을 알리고, 그녀와 결혼하려는 계획을 취소해야 한다고 말한다.
알렉세이 이바노비치 벨차니노프 : 교양과 학식, 세련됨을 겸비하였으나 다소 늙었다는 느낌과 우울증으로 고통을 받고 있는 38세가량의 남자.
엘리자베따(리자) : 나딸리야가 벨차니노프를 떠나 보낸 지 여덟달 후에 태어난, 나딸리야와 벨차니노프 사이의 딸.
올림삐아다 세묘노브나(리뽀치까) : 뜨루소스끼의 젊고 아름다운 둘째 부인.
페도세이 빼뜨로비치 자흘레비닌 : 여덟 딸의 아버지. 그는 딸 중 하나인 나쟈가 뜨루소스끼와 결혼하도록 허락한다.